# 14570 Burkam
14570 Burkam eller 1998 QS37 är en asteroid i huvudbältet som upptäcktes den 17 augusti 1998 av LINEAR i Socorro County, New Mexico. Den är uppkallad efter Ann Burkam.
Asteroiden har en diameter på ungefär 2 kilometer.